# Serradium pecinarum
Serradium pecinarum är en mångfotingart som beskrevs av Pius Strasser 1971. Serradium pecinarum ingår i släktet Serradium och familjen plattdubbelfotingar. Inga underarter finns listade i Catalogue of Life.